# Burg Ledeč nad Sázavou
Die Burg Ledeč nad Sázavou liegt in Ledeč nad Sázavou im okres Havlíčkův Brod in Tschechien.

## Geschichte
Der Ortsname Ledeč wurde 1257 erstmals in schriftlichen Quellen erwähnt. Das hiesige Vladikengeschlecht, die Herren von Ledeč, gründeten im 14. Jahrhundert das gleichnamige Dorf und erbauten vermutlich bereits zu Beginn des 14. Jahrhunderts eine gotische Burg mit einem 32 Meter hohen Bergfried auf einem Felsen über dem Fluss Sázava.
Im 16. Jahrhundert war die Burg bereits stark baufällig. Im Jahr 1506 brach die Burgherrin Sophie beim Tanz durch eine Decke. Sie und ihre beiden Söhne starben bei dem Unglück. Der nächste Besitzer Zdeněk Meziříčský von Lomnice ließ ab 1556 das ganze Areal im Renaissance-Stil umbauen. Später gehörte Ledeč abwechselnd den Trčka von Lípa und den Lobkowitz.
1636 erhielt Baron Adrian von Enkevort die Burg, der sie mit neuem Tor und zwei fünfeckigen Basteien versah. Die nächsten Ausbauten nahmen die Thun Ende des 17. Jahrhunderts vor. Ab 1753 gehörte das Schloss der Kaiserin Maria Theresia und während des Siebenjährigen Krieges diente es als Reiterkaserne. 1763 schenkte die Kaiserin das Gebäude dem Prager Stift adliger Damen.
Nach einem Großbrand 1879 wurden die Gebäude renoviert. Ein Teil der Außenbefestigung wurde durch den Bau der Eisenbahn 1903 zerstört. Acht Jahre später wandelte man einen Teil in ein Museum um. Seit 1936 ist das Schloss im staatlichen Besitz. Es gehört dem staatlichen tschechischen Forstbetrieb. Die Räume werden als Büros und Wohnungen genutzt.